# Josip Priol
Josip Priol, slovenski sadjar in učitelj, * 19. februar 1889, Morje, 21. maj 1969, Maribor.
Rodil se je v Morju blizu Frama kmečkim staršem. V Framu je obiskoval Ljudsko šolo, 1907 pa se je vpisal na Vinarsko in sadjarsko šolo Maribor. Med letoma 1911 in 1914 je hodil v Vinarsko in sadjarsko šolo Klosterneuburg. Med 1. svetovno vojno je bil v vojski, leta 1919 pa je postal učitelj na mariborski vinarski in sadjarski šoli, 1928 pa še ravnatelj. Na šoli je učil sadjarstvo, izkoriščanje sadja s pomologijo, vrtnarstvo in čebelarstvo ter organiziral in vodil škropilne poizkuse. Ukvarjal se je s pomlajevanjem in precepljanjem sadnega drevja. Ugotavljal je pomološke nazive jabolčnih in hruškovih vrst iz vse Jugoslavije, zlasti še iz Hrvaške in Slovenije. Uvedel je ameriški način sortiranja in vskladanja sadja. Leta 1957 je za vzgojeno sorto jablane Lonjon prejel Kidričevo nagrado.

## Knjige
- Ameriški način sortiranja in vkladanja sadja (Ljubljana 1926)
- Brezalkoholne sadne pijače (Ljubljana 1928)
- Sadjarske zadruge (Ljubljana 1929)
- Spravljanje in shranjevanje sadja (Ljubljana 1929)
- Več koščičastega in lupinastega sadja! (Ljubljana 1934)
- Škropljenje sadnega drevja (Ljubljana 1938)
- Najvažnejše podlage za sadno drevje in njih vzgoja (Ljubljana 1938)[1]